# Saruhi Postandschjan

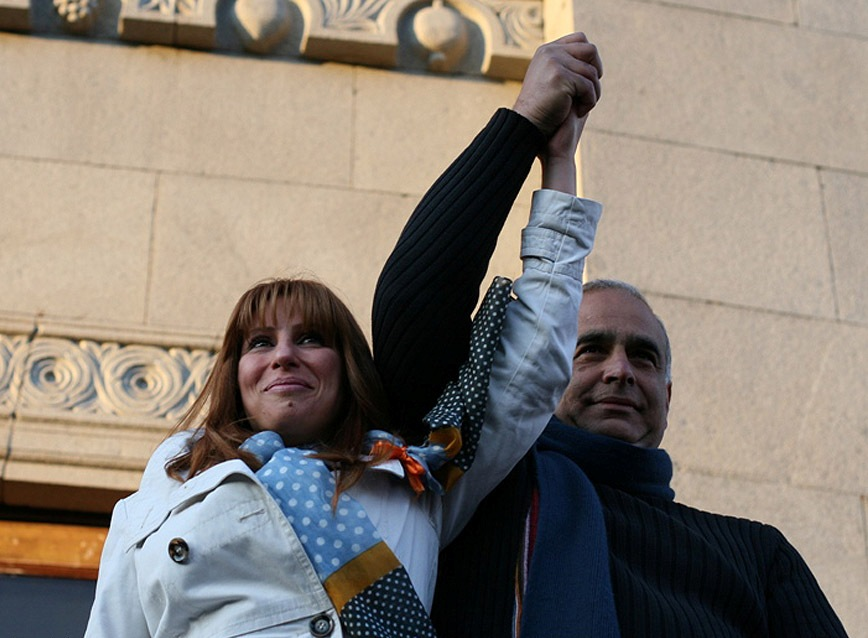
Saruhi Postandschjan und Raffi Hovannisian während der Proteste nach der armenischen Präsidentenwahl 2013

Saruhi Postandschjan (armenisch Զարուհի Փոստանջյան, englisch Zaruhi Postanjyan; geb. 16. Januar 1972 in Jerewan, Armenische SSR, Sowjetunion) ist eine armenische Politikerin und Juristin. Sie war Abgeordnete im armenischen Parlament von 2007 bis 2017, Aktivistin und im Parteivorstand der liberalen armenischen Partei Erbe. Im Jahr 2017 trat Postandschjan aus Erbe aus und gründete im März des Jahres die Partei Jerkir Zirani (Land der Aprikosen), deren Parteivorsitzende sie seitdem ist.

## Ausbildung und Beruf
Postandschjan besuchte die Schule Nr. 132 in Jerewan und schloss 1994 das MYUD Law Institute (armenisch «ՄՅՈՒԴ» իրավաբանական ինստիտուտը) in Jerewan als Juristin ab.
Postandschjan arbeitete 1998 als Juristin für die gemeinnützige armenische Helsinki Association (armenisch Հելսինկյան ընկերություն). 1999 erhielt sie ihre Zulassung als Rechtsanwältin. 1999–2000 arbeitete sie als Juristin für das gemeinnützige Frauenrechtszentrum (armenisch Կանանց իրավունքների կենտրոն). Sie war Juristin bei der Wrestling Olympic Youth Sport School of Armenia. Von 2000 bis 2007 war sie Vorsitzende der gemeinnützigen Organisation Juristen für Menschenrechte sowie Autorin und Moderatorin des Fernsehprogramms Advocate. Seit 1999 ist sie Mitglied der Rechtsanwaltskammer Armeniens. 
Am 12. Mai 2007 wurde sie in die Nationalversammlung Armeniens gewählt. 2012 wurde sie wiedergewählt. Postandschjan war Fraktionsvorsitzende der Erbe-Fraktion.
Postandschjan wurde von der armenischen Allnationalen Union Sorawar Andranik mit einem Diplom, einem Orden und einer Gedenkmedaille ausgezeichnet.

### Meinungsverschiedenheiten mit Präsident Sargsjan
Im Oktober 2013 sprach der armenische Präsident Sersch Sargsjan vor der Parlamentarischen Versammlung des Europarats. Postandschjan ergriff das Wort und fragte ihn, ob es stimme, dass er in Europa ein Casino besucht habe, und dann 70 Millionen Euro verloren habe und woher er das Geld gehabt habe. Sargsjan stritt strikt ab, ein Casino besucht zu haben. Postandschjan wurde in der Folge aus der armenischen Delegation der Parlamentarischen Versammlung ausgeschlossen. Das Recht auf Redefreiheit Postandschjans verteidigend verurteilte die Erbe-Partei die politische Verfolgung ihres Mitglieds. Der oppositionsfreundlichen Website Armenianow.com zufolge bereiteten Unterstützer Postandschjan auf dem Flughafen Jerewan einen Heldenempfang, nachdem sie den Präsidenten in Straßburg herausgefordert hatte. Die Leute hielten Blumen, Ballons und armenische Fähnchen, als sie kamen, um Postandschjan zu begrüßen.

### Austritt aus Erbe
Am 20. Februar 2017 kündigte Postandschjan per Facebooknachricht ihren Austritt aus der Partei Erbe an. Als Grund gab sie eine ideologische Kluft an.

### Polizeieklat
Am 14. Mai 2017 wurden Postandschjan und ihre Tochter in Jerewan durch die Polizei aus dem Wahlkampfbüro der Republikanischen Partei gezerrt. Sie waren in das Büro gekommen, um Gerüchte über den Kauf von Wählerstimmen zu überprüfen.

## Privates
Postandschjan ist verheiratet und hat drei Kinder.